# Sedam
Seram är en ort i Indien. Den ligger i distriktet Gulbarga och delstaten Karnataka, i den centrala delen av landet, 1 300 km söder om huvudstaden New Delhi. Seram ligger 425 meter över havet och antalet invånare är 35 134.
Terrängen runt Seram är platt. Runt Seram är det ganska tätbefolkat, med 239 invånare per kvadratkilometer. Seram är det största samhället i trakten. Trakten runt Seram består till största delen av jordbruksmark.